# 高橋コウタ
高橋 コウタ（たかはし こうた、1972年10月5日 - ）は、主にゲームミュージックを手掛ける作曲家、編曲家。KOHTA、Kohta "SOLIDSTATE" Takahashiの名義でも知られる。

## 略歴
1995年よりナムコ（後のバンダイナムコゲームス）のサウンドチームに在籍し、作曲・サウンドディレクターを務める。『エースコンバット2』、『風のクロノア』シリーズ、『リッジレーサー』シリーズに携わる。2001年、フリーランスとなる。コナミコンピュータエンタテインメントスクールの音楽講師も務める。

## 作品

### ゲーム
- エースコンバット2（1997年：PS）
  - Title
  - Dystopia
  - Invoke
  - Briefing
  - Lodestone（エースコンバットX2 ジョイントアサルト、エースコンバット3D クロスランブルに収録）
  - El Dorado（エースコンバットX2 ジョイントアサルトに収録）
  - Fire Away（エースコンバットX2 ジョイントアサルトに収録）
  - Rising High（エースコンバットX2 ジョイントアサルト、エースコンバット インフィニティに収録）
  - Warning Line
  - Sunset Glow
  - Complection
  - Failure
  - Hanger
  - Normal Ending
- 風のクロノア（1997年：PS、2008年：Wii）
  - INQUISITIVE WALTZ
  - A PENDANT
  - CURSED PAMELA
  - BALADIUM’S DRIVE（太鼓の達人に収録）
  - NEVERTHELESS
- R4 -RIDGE RACER TYPE 4-（1998年：PS）
  - Urban Fragments（太鼓の達人に収録）
  - Naked Glow （リッジレーサーズ、太鼓の達人に収録）
  - Revlimit Funk
  - Move Me（リッジレーサーズに収録）
  - The Ride
- リッジレーサーV（2000年：PS2）サウンドディレクター・作曲（プレイステーションアワード2000サウンド賞受賞）
  - Euphoria（リッジレーサーズ2に収録）
  - Junx Interlude
  - Ridge City FM
  - Junx Engine
  - Samurai Rocket（リッジレーサーズ、太鼓の達人に収録）
  - Dare Devil（リッジレーサーズに収録）
  - Grip Millennium
  - Junx(Remied by Mijk van Dijk)
- リッジレーサーV アーケードバトル（2000年）
- 風のクロノア2 〜世界が望んだ忘れもの〜（2001年：PS2）
  - Welcome to Lunatea
  - Leorina/レオリナ登場シーン2
  - Cursed Leorina/エンブリヨ・コンパス 忌まれしレオリナ
- スペースレイダース（2003年：PS2）
- beatmania IIDX RED（2004年）
  - RESONATE 1794
- リッジレーサーズ（2004年：PSP）
  - Synthetic Life
  - Night Stream
  - Naked Glow (Classic Tracks)
  - Move Me (Classic Tracks)
  - Samurai Rocket (Classic Tracks)
  - Daredevil (Classic Tracks)
- 鉄拳5（2005年：PS2）
  - Ground Zero Funk
  - HWOARANG's ending
- リッジレーサーズ2（2006年：PSP）-「Euphoria」（RIDGE RACER Vより）
- リッジレーサー6（2005年：Xbox 360）
  - Galactic Life
- beatmania IIDX RED（2006年：PS2）
  - RESONATE 1794
- バレットソウル-弾魂-（2011年）
- pop'n music 20 Fantasia（2011年）
  - THE FIRST SPACE FIGHT from FALSION / コナミ矩形波倶楽部 Remix KOHTA
- GITADORA GuitarFreaks & DrumMania（2013年）
  - Awaken Ver.G
- 大乱闘スマッシュブラザーズ for Wii U（2014年：Wii U）編曲
- ダライアスバースト クロニクルセイバーズ DLCモード EIGHTING Pack 蒼穹紅蓮隊（2017年）編曲
  - 大田区上空 DARIUS Remix
  - 雲海降下 DARIUS Remix
- Fit Boxing 2 -リズム&エクササイズ-（2021年）
  - Evolution ( Evan's Theme )
- Friday Night Funkin'（2024年）
  - High Erect (Kohta Takahashi & Kawai Sprite Remix)
  - Fresh Erect (Kohta Takahashi & Saruky Remix)

### ゲーム音楽アルバム
- 風のクロノア オリジナル・サウンドトラック（1998年）
- R4 -RIDGE RACER TYPE 4- DIRECT AUDIO（1999年）
- RIDGE RACER V Original Game Sound Track（2000年）
- リッジレーサーV オフィシャルブートレッグ with DVD（2000年）
- 風のクロノア2 サウンドトラック（2002年）
- beatmania IIDX11-IIDX RED-ORIGINAL SOUNDTRACK（2005年）
- リッジレーサーズ ダイレクト・オーディオ（2005年）
- 「鉄拳5」「鉄拳DR」オリジナル・サウンドトラック（2006年）
- リッジレーサーズ2 ダイレクト・オーディオ（2006年）
- リッジレーサー6 ダイレクト・オーディオ（2009年）
- エースコンバット2オリジナルサウンドトラック（2010年）
- バレットソウル-弾魂-コンプリート・サウンドトラック（2011年）（伊藤賢治とのユニットRESONATORとして）
- pop'n music 20 fantasia original soundtrack（2012年）
- GITADORA Original Soundtracks 2nd season（2013年）
- R4 -THE 20TH ANNIV. SOUNDS- Naked Glow (20th Anniv. Mix)（2019年）

### コンピレーション・アレンジ
- FM音源マニアックス（2006年）-「Everlasting」提供
- 怒首領蜂大往生アレンジアルバム（2009年）-「焚身 Boss」編曲
- デススマイルズアレンジアルバム（2010年）-「異世界からの招待状」編曲
- 怒首領蜂大復活アレンジアルバム（2010年）- 全曲（伊藤賢治とのユニットRESONATORとして）
- ゲ音団レアトラックス Ver.1.0（2010年）-「G-Radius IV」提供
- ゲ音団レアトラックス Ver.2.0（2010年）-「Plug-in」提供
- 古川未鈴 トゥインクルリンクREMIXES（2011年）- 編曲
- 哭牙 KOKUGA オリジナル・サウンドトラック (2012年)  - 哭牙 - Kohta Remix - 編曲
- パズドラ オリジナルサウンドトラック イトケン・リミテッド (2013年) Walking Through The Towers (RESONATOR ver.)
- 超亜空間防壁チーズ・ナポリタン （GMOインターネット x スタジオカラー）（2013年）共同編曲
- リッジレーサー 20TH アニバーサリーリミックス - Move Me (RR 20th Anniv. Mix)（2014年）
- SATURDAYS (DA RECORDING) - vivacity（2014年）作曲
- TRIBUTE TO RYU UMEMOTO ~ Music From YU-NO - You Know?（2016年）編曲
- Funkacity (DA RECORDING) - Dr.Neon（2017年）作曲
- GALAXY VOYAGER REMIXES -BEHIND the MASK - Cosmic Wonderland (Various Models Mix) （2018年）編曲
- Funkacity 2 (DA RECORDING) - One Thing（2018年）作曲

### アルバム
- CLASSIC DUB CLASSICS（2005年：藤原ヒロシと共同）
- in DUB with LUV（2011年：藤原ヒロシと共同）
- EVERYONE（2013年）
- CORE（2013年）
- REIWA TYPE 4（2022年）
- REIWA TYPE 4.5（2023年）
- REIWA TYPE V（2023年）

### テレビ番組
- NHKハイビジョン特集『アラスカ 星のような物語〜写真家・星野道夫 大地との対話〜』（2006年：藤原ヒロシ、井上薫と共同）
  - 星野道夫 アラスカ 星のような物語 感受編 春～初夏 [DVD]
  - 星野道夫 アラスカ 星のような物語 思索編 夏～秋 [DVD]
  - 星野道夫 アラスカ 星のような物語 希望編 晩秋〜冬、そして再び春 [DVD]

### レコーディング／プログラミング参加作品
- GLAY DOME TOUR 2001-2002“ONE LOVE”（2001年）
- B.E.D. Lay me down remixed by Hiroshi+Gota（2003年）
- THE SOUND COLLAGE OF BHUTAN（2004年）
- HYBRID LINK / SUIKEN X S-WORD - YES YES!! featuring Tina Produced by HIROSHI FUJIWARA（2005年）
- Jhett Black Edition / Jhett a.k.a. Yakko For Aquarius - Everything Inside of Me feat. Lena Park / Remixed by Hiroshi Fujiwara（2005年）
- Cappucino: Hiroshi Fujiwara featuring Eric Clapton, 松任谷由実（2006年）
- 表参道ヒルズ ランドソング（2006年）
- Steph Pockets "My Crew Deep" Hiroshi Fujiwara Remix（2006年）
- WAKE UP（RAP+）Friends of Love The Earth Project feat. HIROSHI FUJIWARA, EDISON CHEN（2006年）
- ReConstruction Series / CRADLE ORCHESTRA - You Got To Luv It feat. GURU-Hiroshi Fujiwara Remix-（2011年）
- MASTERS LINK / SUIKEN X S-WORD - To All My People -DUO MIX version- Produced by HIROSHI FUJIWARA（2012年）
- 藤原ヒロシ この先に（2012年）
- 藤原ヒロシ manners（2013年）
- 立花ハジメ Monaco - Rick'sDelight 藤原ヒロシ（2014年）
- Wherever To Cradle Orchestra & Giovanca - On Fire（Produced by Hiroshi Fujiwara）（2014年）
- 30th anniversary THE BLUE HEARTS re-mix「re-spect」- 藤原ヒロシ「青空」（2016年）
- サカナクション「多分、風。」 -  ルーキー（Hiroshi Fujiwara Remix）（2016年）
- Space Oddity (HF REMIX) / David Bowie(2018年)

## 著書
- Ableton Live3&2オフィシャルガイドブック